# Zawiaty
Zawiaty (deutsch Saviat, 1938–1945 Seeblick, kaschubisch Zôwiat) ist ein kleines Dorf in der polnischen Woiwodschaft Pommern. Es gehört zur Gemeinde Czarna Dąbrówka (Schwarz Damerkow) im Powiat Bytowski (Kreis Bütow).

## Geographische Lage
Zawiaty liegt einen Kilometer südlich der Woiwodschaftsstraße 211 und ist über eine Stichstraße von Otnoga aus zu erreichen. Der Ort ist von einer hügeligen Landschaft umgeben, die hier den nordöstlichen Zipfel vom Landschaftsschutzpark Stolpetal (Park Krajobrazowy Dolina Słupi) am Jezioro Jasień (Jassener See) bildet. Bis 1945 bestand ein Bahnanschluss über die Station Jerskewitz (polnisch: Jerzkowice) an der Bahnstrecke Lauenburg–Bütow (Lębork–Bytów).

## Geschichte
Im Jahre 1690 war Saviat im Besitz der Familie von Grumbkow. 1743 erwarb es Christian Gneomar von Puttkamer, dessen Sohn August Christian Ludwig von Puttkamer es 1780 an Michael Stanislaus von Zeromski verkaufte. Um 1784 hatte Saviat ein Vorwerk, zwei Kossäten und fünf Feuerstellen. Ab 1804 besaß es Felix von Zeromski, 1838 Nathanael Friedrich Rothländer, 1853 Leutnant Scheunemann, 1884 Carl Gemkow, 1910 Major Karl von Natzmer und 1928 Landrat Carl Oldwig von Natzmer.
In den 1920er-Jahren wurde Saviat nach Wottnogge (Otnoga) eingemeindet. Auf Anordnung des Oberpräsidenten in Stettin vom 29. Dezember 1937 wurde Saviat in Seeblick umbenannt. Mit der Gemeinde Wottnogge, die inzwischen mit „Mühlental“ ebenfalls einen neuen Namen erhalten hatte, gehörte es bis 1945 zum Amts- und Standesamtsbezirk Schwarz Damerkow im Landkreis Stolp im Regierungsbezirk Köslin der preußischen Provinz Pommern. Seit 1945 ist das jetzt Zawiaty genannte Dorf polnisch und ein Teil der Gmina Czarna Dąbrówka im Powiat Bytowski in der Woiwodschaft Pommern (1975–1998 Woiwodschaft Słupsk). Es ist mit Dąbie (Dambee, 1938–1945 „Eichen“) in das Schulzenamt Otnoga (Wottnogge, 1938–1945 „Mühlental“) eingegliedert.

## Kirche
Kirchlich war Saviat bzw. Seeblick in das evangelische Kirchspiel Groß Nossin (polnisch: Nożyno) im Kirchenkreis Bütow (Bytów) in der Kirchenprovinz Pommern der Kirche der Altpreußischen Union eingegliedert. Seit 1945 ist es in die katholische Pfarrei Rokity (Groß Rakitt) eingepfarrt, die zum Dekanat Łupawa (Lupow) im Bistum Pelplin der katholischen Kirche in Polen gehört. Hier lebende evangelische Kirchenglieder sind jetzt dem Pfarramt der Kreuzkirche in Słupsk (Stolp) in der Diözese Pommern-Großpolen der Evangelisch-Augsburgischen Kirche in Polen zugeordnet.

## Schule
Schulisch waren die Kinder von Saviat bzw. Seeblick bis 1945 nach Wottnogge (bzw. Mühlental) orientiert.

## Einzelnachweis
1. ↑  Ludwig Wilhelm Brüggemann: Ausführliche Beschreibung des gegenwärtigen Zustandes des Königl. Preußischen Herzogtums Vor- und Hinterpommern, Theil 2.2. Beschreibung der zu dem Gerichtsbezirk der königl. Landes collegien in Cößlin gehörenden Hinterpommerschen  Kreise, Stettin, Effenbart, 1784. Seiten 966, 975, 989, 1000 (Digitalisat in der Google-Buchsuche).